# سيف علي كندي (كراني)
سیف علي کندي (بالفارسية: سیف علی کندی) هي قرية تقع في إيران في قسم کراني الريفي. يقدر عدد سكانها بـ 166 نسمة بحسب إحصاء 2016.